# Western College (Bristol)
O Western College, em Bristol, Inglaterra, foi inaugurado em 1906 como um colégio teológico para a União Congregacional da Inglaterra e País de Gales. O edifício foi projetado pelo arquiteto de Bristol Henry Dare Bryan, e foi listado como Grau II * em 1966. Fechou em 1968, e o prédio foi subsequentemente usado como sede do Comité de Exame Conjunto das Universidades do Sul e, desde 1993, é usado para prática médica.